# Міжнародне товариство збереження природи
Міжнародне товариство збереження природи (англ. Conservation International (CI) — некомерційна організація, що базується у Арлінгтоні (Вірджинія). Її метою є збереження біорізноманіття рослин, тварин і ландшафтів у всьому світі. Особлива увага приділяється так званим «гарячим точкам біорізноманіття», тобто зонам з особливою різноманітністю видів на суші і на морі по всьому світу.
CI було засновано в 1987 році зокрема Спенсером Бібом. Нині штат складається приблизно з 900 співробітників. CI працює у 45 країнах, приділяючи особливу увагу країнам, що розвиваються, в Африці, Азії, Океанії, Центральній і Південній Америці. Рассел А. Миттермейер, засновник концепції біорізноманітності в гарячих точках, є нині президентом організації.

## Проекти
Завдяки роботі CI у минулому було виявлено і науково описано нові місця перебуванні тварин і рослин. У грудні 2005 року учені CI, що працювали за програмою швидкої оцінки (Rapid Assessment Program) виявили невідомий до того район в горах Фоджа в Папуа, Індонезія. Там вони виявили 20 раніше не описаних видів жаб, чотири невідомі види метеликів і п'ять неописаних видів пальм і новий вид птахів родини медососових (Meliphagidae). Дослідники також виявили новий вид кенгуру (''Dendrolagus pulcherrimus''), що досі не зустрічався в Індонезії, який в інших частинах світу через полювання на нього перебуває під загрозою повного вимирання. Область так ізольована, що залишається значною мірою вільною від впливу людини. Результати цієї роботи було опубліковано в лютому 2006 року в наукових виданнях і популярних засобах масової інформації США.

## Нагороди
У 1997 році отримало Премію Блакитна Планета.

## Ресурси Інтернету
- Офіційний сайт [Архівовано 13 жовтня 2015 у Wayback Machine.]

1. ↑  https://www.conservation.org/about/board-of-directors
2. ↑  https://www.charitynavigator.org/ein/521497470
3. 1 2 3 4  Nonprofit Explorer: Research Tax-Exempt Organizations
4. ↑  https://www.iattc.org/en-US/About/Role#observers
5. ↑  https://www.wcpfc.int/wcpfc-membership
6. ↑  https://www.charitynavigator.org/index.cfm?bay=search.summary&orgid=3562&oldpage
7. ↑  YouTube Application Programming Interface